# NGC 410
NGC 410 (другие обозначения — UGC 735, MCG 5-3-80, ZWG 501.118, PGC 4224) — эллиптическая галактика Шульца с активным ядром (последовательность Хаббла типа cD) с расширенной зоной H II в созвездии Рыбы.
Этот объект входит в число перечисленных в оригинальной редакции «Нового общего каталога».
Галактика NGC 410 входит в состав группы галактик NGC 452. Помимо NGC 410 в группу также входят ещё 26 галактик.

## Описание

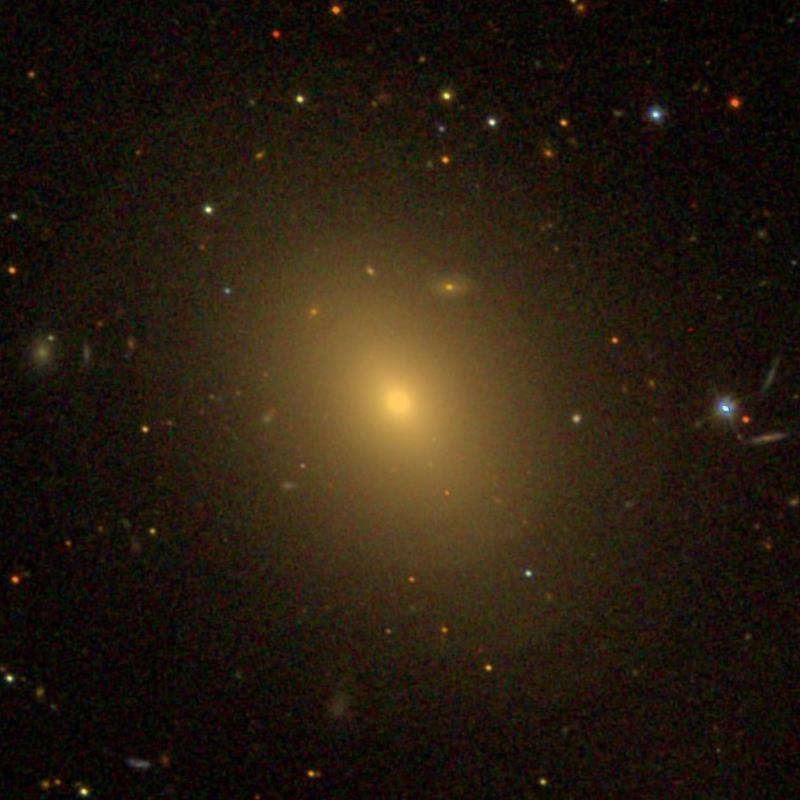

Этот астрономический объект представляет собой спиральную галактику, которую описал Джон Дрейер как «довольно яркая, довольно большая, северо-восточная из двух» соседствующих, другая — NGC 407.
NGC 410 — это галактика LINER, то есть галактика, ядро которой представляет собой спектр излучения, характеризующийся широкими линиями слабоионизованных атомов. Она также содержит области ионизированного водорода.
Галактика NGC 861 имеет класс яркости II и широкую линию HI.
Протяжённость объекта составляет 75.871 ± 17.271 Мпк или ~247,0 с. л. (база красного смещения).
Расстояние от Млечного Пути составляет ~243 млн световых лет, диаметр галактики — около 170 000 световых лет. Вместе с NGC 410 ещё 21 галактика входит в группу NGC 452 (LGG 18), члены которой указаны в статьях Авраама Махтессяна, опубликованных в 1998 году, и A. M. Гарсиа, опубликованных в 1993 году. Галактики NGC 407, NGC 414, IC 1636, IC 1638 расположены в той же области неба.
Объект датируется эпохой 2000.0. Его прямое восхождение, то есть угол, измеренный между эклиптикой и небесным экватором с вершиной в точке равноденствия, составляет 01ч 10м 58,9с, а его склонение, то есть высота дуги под этим углом, составляет +33° 09′ 7,3″. Положение объекта составляет 30°.

## Наблюдение
Объект был обнаружен 12 сентября 1784 года немецко-британский астроном Уильямом Гершелем с помощью рефлектора диаметром 47,5 см (18,7 дюйма).
В галактике вспыхнула сверхновая SN 1995Y типа Iа, её пиковая видимая звёздная величина составила 18,0.

## Ближайшие объекты NGC/IC
Этот список содержит десять ближайших объектов NGC/IC на основании евклидова расстояния.
| Имя     | Расстояние от NGC 410 (угловые минуты) | Прямое восхождение (J2000) | Склонение (J2000) | Тип                          |
| ------- | -------------------------------------- | -------------------------- | ----------------- | ---------------------------- |
| NGC 408 | 0,09                                   | 1ч 10м 51с                 | +33° 9′ 8″        | Звезда (*)                   |
| NGC 414 | 0,09                                   | 1ч 11м 17,6с               | +33° 6′ 49″       | Спиральная галактика (S0)    |
| NGC 407 | 0,10                                   | 1ч 10м 36,5с               | +33° 7′ 31″       | Спиральная галактика (S0-a)  |
| IC 1636 | 0,26                                   | 1ч 11м 37,3с               | +33° 21′ 18″      | Спиральная галактика (S0)    |
| IC 1638 | 0,41                                   | 1ч 12м 21,7с               | +33° 21′ 54″      | Спиральная галактика (S0)    |
| NGC 402 | 0,56                                   | 1ч 9м 13,4с                | +32° 48′ 21″      | Звезда (*)                   |
| NGC 403 | 0,59                                   | 1ч 9м 14,2с                | +33° 45′ 6″       | Спиральная галактика (S0-a)  |
| NGC 401 | 0,61                                   | 1ч 9м 7,7с                 | +32° 45′ 36″      | Звезда (*)                   |
| NGC 397 | 0,62                                   | 1ч 8м 31,0с                | +33° 6′ 35″       | Эллиптическая галактика (E?) |
| NGC 394 | 0,64                                   | 1ч 8м 26,1с                | +33° 8′ 52″       | Спиральная галактика (S0)    |